# Асфальтові лаки
Асфа́льтові ла́ки — колоїдні розчини природних або штучних бітумів в органічних розчинниках (бензолі, скипидарі та ін.): асфальтові лаки, виготовлені з домішками каніфолі, смол, рослинних висихаючих олій і сикативів, утворюють міцні покриття. 
Є два типи асфальтових лаків: смоляні асфальтові лаки — нестійкі і олійні асфальтові лаки — стійкіші щодо діяння світла та повітря. 
Асфальтові лаки широко вживаються в техніці для покриття металевих та інших поверхень.